# Domherre
Domherre (Pyrrhula pyrrhula) är en stor och kraftig fink som förekommer i Europa och Asien, inklusive Kamtjatka och Japan. Den lever främst i barrskog från lågland till bergsskogar, gärna i granplanteringar, men också i gles blandskog med små barrträd och rik undervegetation, eller i parker och trädgårdar. Födan består främst av frön, bär och knoppar. Domherren kategoriseras inte som hotad.

## Systematik

### Utbredning
Domherren förekommer i ett stort utbredningsområde, som omfattar stora delar av Europa, Främre Asien, Sibirien och Östasien. I Skandinavien är den en utbredd och allmän häckfågel. Merparten av världspopulationen är stannfåglar men de nordligaste häckningspopulationerna flyttar söderut om vintern.

### Taxonomi
Domherren beskrevs taxonomiskt första gången 1758 av Carl von Linné. Populationen på Azorerna behandlades tidigare som en underart till domherren men ges idag oftast egen artstatus som azordomherre (Pyrrhula murina).
Domherren delas upp i ett tiotal underarter som i sin tur består av två distinkta underartsgrupper:
- pyrrhula-gruppen "eurasisk domherre"
  - Pyrrhula pyrrhula pileata – häckar på Brittiska öarna
  - Pyrrhula pyrrhula europoea – häckar i Danmark, västra Tyskland, Nederländerna, Belgien och västra Frankrike
  - Pyrrhula pyrrhula pyrrhula – häckar från norra Europa till västra Mongoliet; övervintrar så långt söderut som södra Europa och Iran
  - Pyrrhula pyrrhula iberiae – häckar i bergsområden från norra Portugal till Pyrenéerna i nordvästra Spanien
  - Pyrrhula pyrrhula rossikowi – häckar från västra Turkiet till Kaukasus och allra nordöstligaste Iran
  - Pyrrhula pyrrhula caspica – häckar i nordöstra och norra Iran
- griseiventris-gruppen "bajkaldomherre"
  - Pyrrhula pyrrhula cineracea – häckar i bergsområden i Sajan och norra Altaj; övervintrar i Amurregionen och Manchuriet
  - Pyrrhula pyrrhula cassinii – häckar i Kamtjatka, på Paramusjir i norra Kurilerna och vid kusten av Ochotska havet
  - Pyrrhula pyrrhula griseiventris – häckar från östra Manchuriet till Sachalin, Kurilerna och Honshu; övervintrar så långt som till Japan

Vissa urskiljer även underarten rosacea med utbredning på ön Sachalin.

### Förekomst i Sverige
Domherren förekommer i hela Sverige utom på högfjället. Den ses mest om vintern då den gärna kommer fram till bebyggelse och lockas fram till fågelmatare. Vanligtvis stannar den i Sverige under vintern, men vissa år flyttar många till Danmark och Mellaneuropa. Beståndet i Sverige uppskattas till 250 000–500 000 par.

## Utseende, fältkännetecken och läte

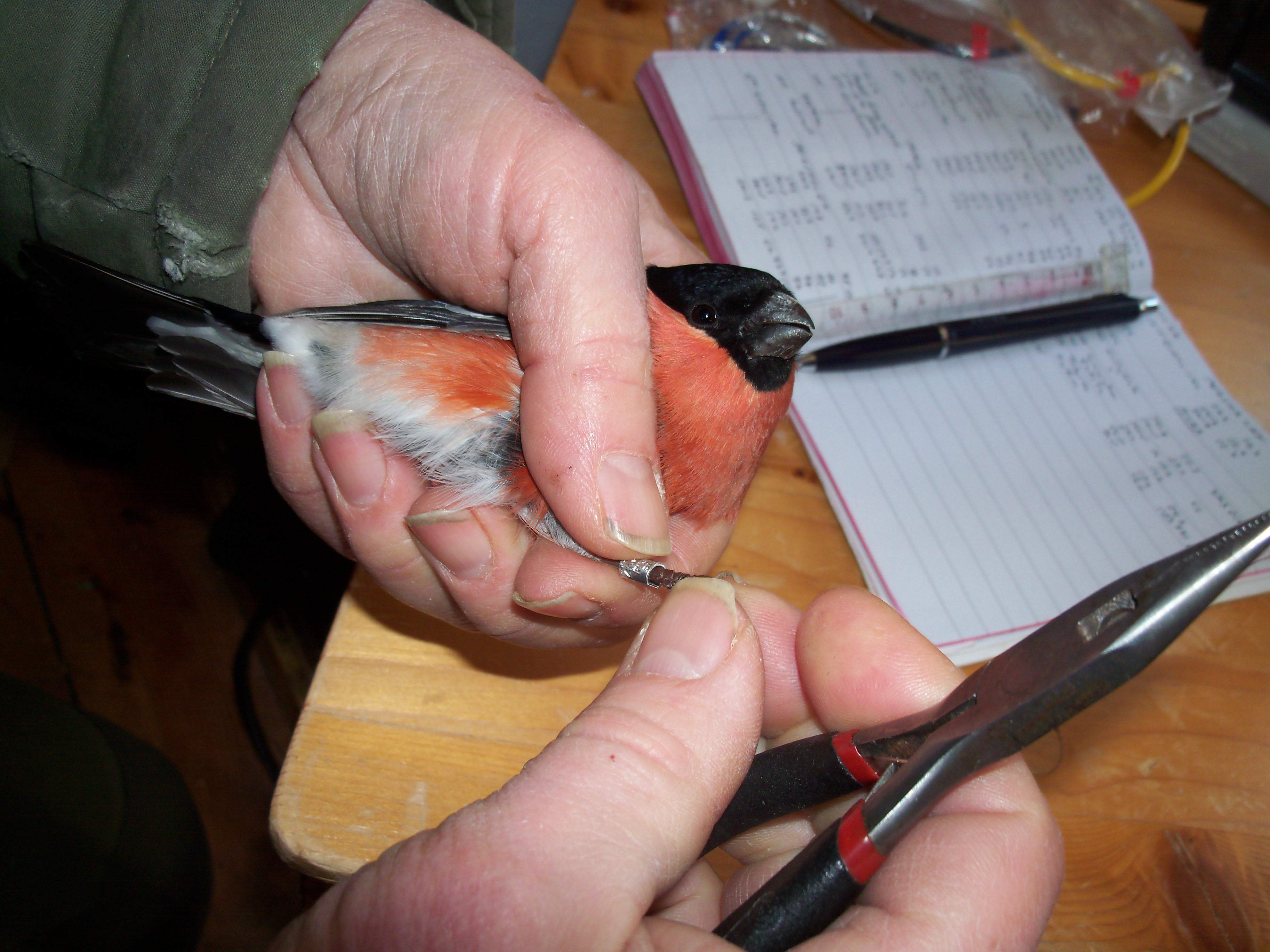
En domherre som ringmärks vid Lina naturreservat. Med 93 887 individer ringmärkta i Sverige under åren 1911–2008 är arten en tämligen vanlig fågel inom svensk ringmärkning.

Domherren är förhållandevis stor och robust byggd. Huvudets översida, vingarna och stjärten är svart med blå metallglans. Den har ett vitt tvärband över vingen, grå rygg samt vit undergump. Den utfärgade hanen är färgad i rött på huvudets sidor och på bröstet, medan honan är blekare i färgerna, gråbrunt nästan med dragning åt lila. Näbben är kort och tjock med kraftigt välvd övernäbb.
Längden är ungefär 15–17 cm, vingspannet 22–29 cm. Som vuxen väger den cirka 21–27 gram.

### Läte
Locklätet som sjungs av flygande och sittande fåglar är ett karakteristiskt visslande. Den visslande sången, som är svag och hörs från både honan och hanen, är uppblandad av knirkande och klagande toner. De är goda imitatörer, men främst juveniler.

## Ekologi
Domherren försvarar inte sitt revir varför deras sång är mycket svag och bara ämnad för partnern. Domherrar förflyttar sig oftast i par och endast sällan i grupper. Den uppträder skyggt under häckningstiden men är lättare att observera under den övriga delen av året. Framför allt på vintern då den kan ses äta knoppar eller besöka fågelbord i trädgårdar. Domherren finns i barr- och blandskog, gärna på fuktig mark med rik undervegetation. Den kan även förekomma i stora parker och trädgårdar. På vintern förekommer den ofta nära bebyggelse.

### Häckning och föda

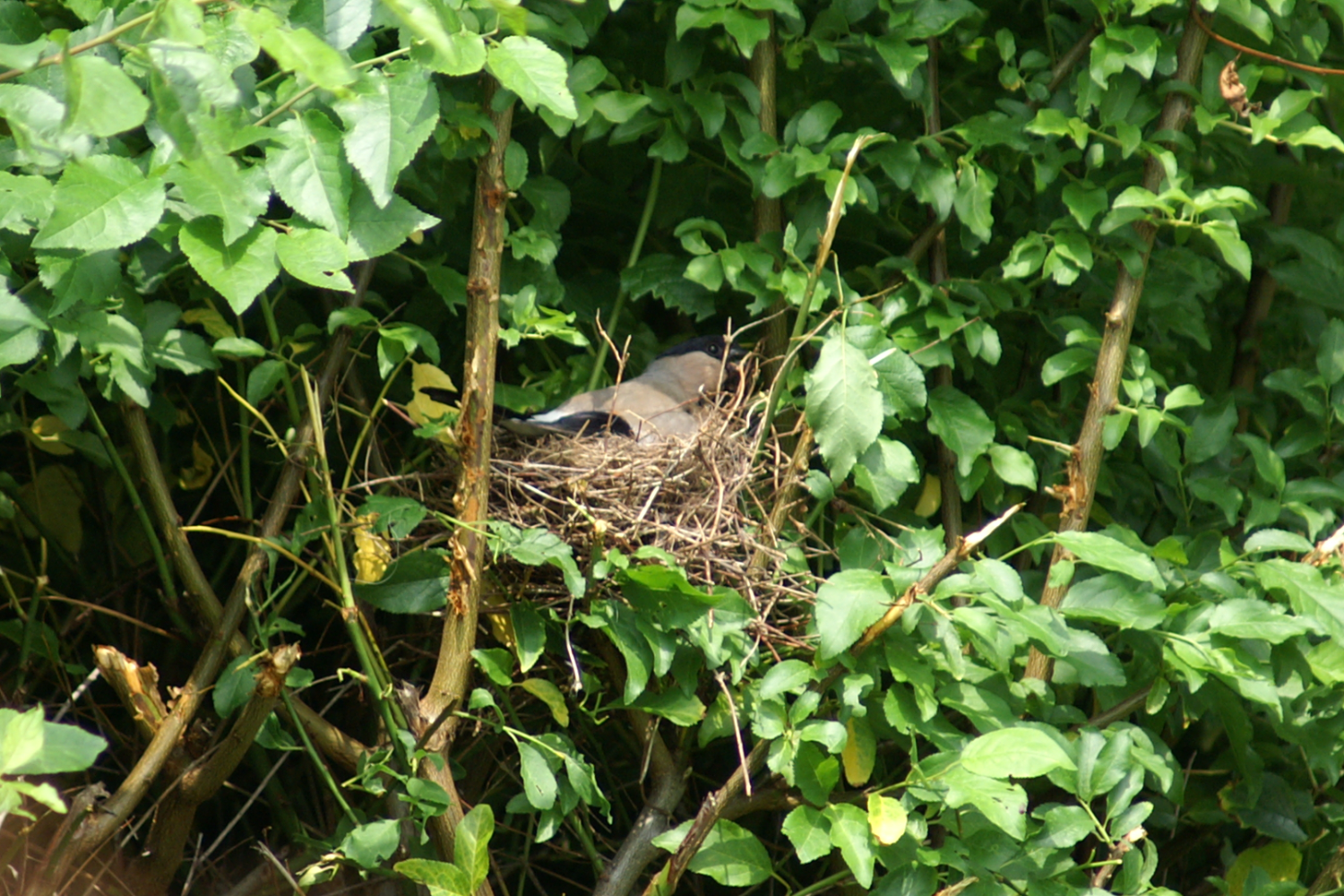
Bo med ruvande hona.

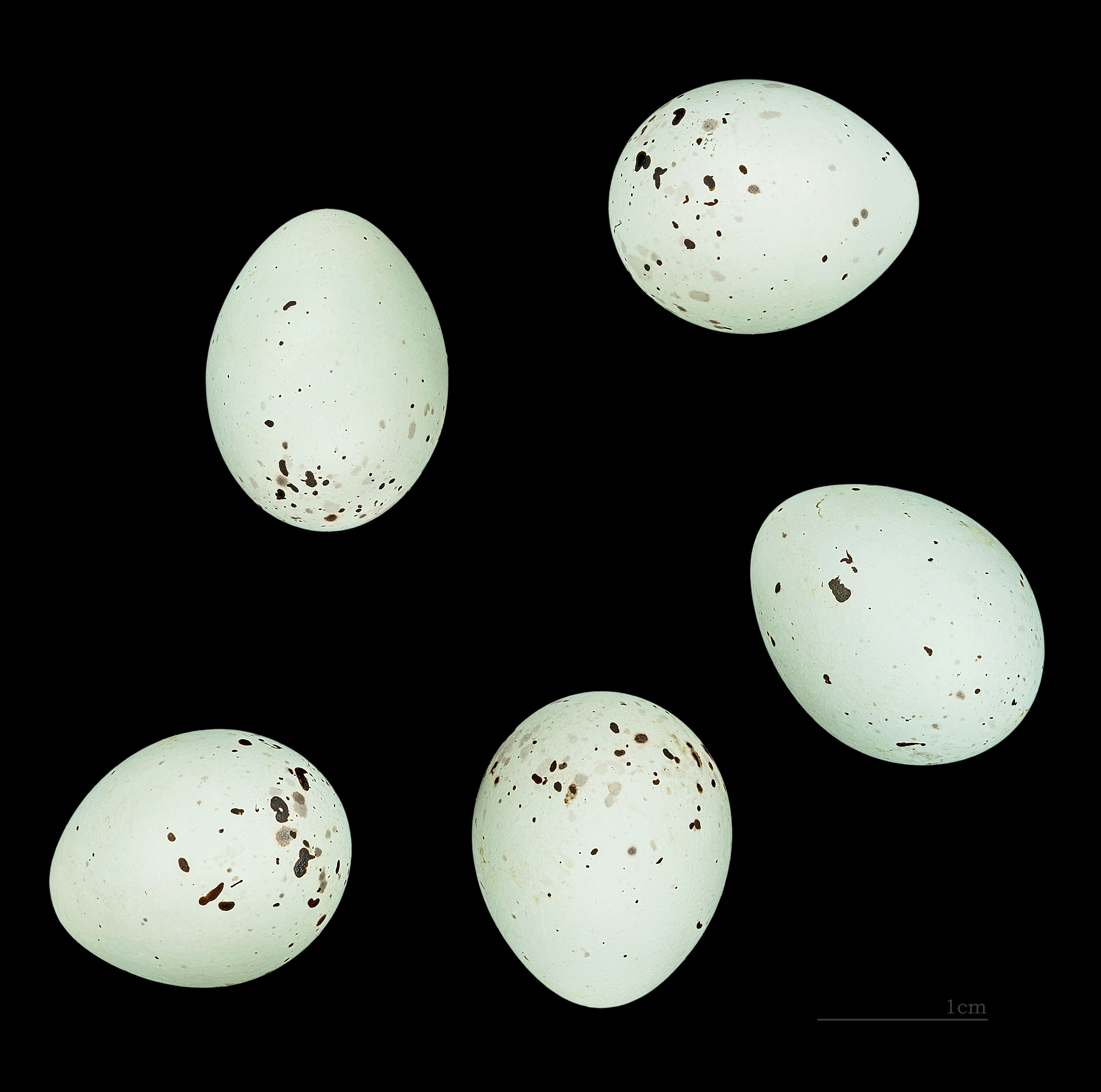
Kull av P. p. europoea.

Boet byggs av tunna grenar, rötter och mossa och placeras i skogsträd, oftast unga granar, och häckar. Det fodras invändigt med gräs, fjädrar och hår. Kullen består av fyra till sex ljusblå ägg med rödaktigt-violetta fläckar och svarta prickar. Honan ruvar två till tre gånger om året mellan april och augusti i ungefär tretton dagar. Hanar och honor bidrar lika mycket till utfodringen av ungarna, som är brunaktiga till färgen. Ungarna stannar i boet i ungefär sexton till sjutton dagar. Domherren blir könsmogen vid ett års ålder och kan bli upp till 18 år gammal.
Med sin tjocka näbb specialiserar den sig på föda från frön, knoppar, bär, bland annat rönnbär, späda blad och en del insekter, samt frusna frukter.

## Domherren och människan
Genom utfodring vintertid, till exempel med solroskärnor, vänjer sig domherrar snabbt till mänsklig omgivning. 

## Status och hot
Arten har ett stort utbredningsområde och en stor population, men tros minska i antal, dock inte tillräckligt kraftigt för att den ska betraktas som hotad. Internationella naturvårdsunionen IUCN kategoriserar därför arten som livskraftig (LC). Världspopulationen uppskattas till mellan 35 och 70 miljoner vuxna individer.

### Som burfågel
Förr hölls ofta domherren som burfågel på grund av sin goda förmåga att härma melodier. Detta var särskilt utbrett i Tyskland. Under 1700-talet skapades till och med specifika "sångböcker" för domherrar som lärdes upp med flöjt eller visslingar. Över delar av dess utbredningsområde, exempelvis inom EU, är det idag förbjudet att fånga eller inneha vilda fåglar varför den i dessa områden inte längre förekommer som burfågel förutom i undantagsfall.

### Namn
Namnet domherre är troligen ett lånord från tyskans "doemher". 
Enligt Svensk etymologisk ordbok och Svenska Akademiens ordbok har fågeln fått sitt namn på grund av sitt svarta huvud och röda färg som gör att den påminner om dräkterna som bärs av katolska kaniker, som också kallas för domherre eller korherre. Ett äldre namn för arten är även rödbröst.